# Mecze reprezentacji Polski w hokeju na lodzie mężczyzn prowadzonej przez Igora Zacharkina
Zestawienie meczów reprezentacji Polski w hokeju na lodzie mężczyzn prowadzonej przez Igora Zacharkina:

## Oficjalne mecze międzypaństwowe
| Nr | Przeciwnik       | Miejsce        | Data              | Impreza                                           | Wynik (Polska-przeciwnik) | Raport |
| -- | ---------------- | -------------- | ----------------- | ------------------------------------------------- | ------------------------- | ------ |
| 1  | Francja          | Chamonix       | 28 sierpnia 2012  | mecz towarzyski                                   | 3:1                       |        |
| 2  | Francja          | Megève         | 29 sierpnia 2012  | mecz towarzyski                                   | 5:3                       |        |
| 3  | Estonia          | Kijów          | 8 listopada 2012  | turniej prekwalifikacyjny do igrzysk olimpijskich | 8:0                       |        |
| 4  | Hiszpania        | Kijów          | 9 listopada 2012  | turniej prekwalifikacyjny do igrzysk olimpijskich | 5:0                       |        |
| 5  | Ukraina          | Kijów          | 11 listopada 2012 | turniej prekwalifikacyjny do igrzysk olimpijskich | 1:5                       |        |
| 6  | Kazachstan       | Miercurea-Ciuc | 13 grudnia 2012   | EIHC, turniej międzypaństwowy                     | 2:3 p.d.                  |        |
| 7  | Rumunia          | Miercurea-Ciuc | 14 grudnia 2012   | EIHC, turniej międzypaństwowy                     | 7:2                       |        |
| 8  | Ukraina          | Miercurea-Ciuc | 15 grudnia 2012   | EIHC, turniej międzypaństwowy                     | 3:2 p.d.                  |        |
| 9  | Korea Południowa | Tychy          | 7 lutego 2013     | EIHC, turniej międzypaństwowy                     | 3:2                       |        |
| 10 | Rumunia          | Tychy          | 8 lutego 2013     | EIHC, turniej międzypaństwowy                     | 10:0                      |        |
| 11 | Węgry            | Tychy          | 9 lutego 2013     | EIHC, turniej międzypaństwowy                     | 1:2                       |        |
| 12 | Węgry            | Dunaujvaros    | 7 kwietnia 2013   | mecz towarzyski                                   | 2:4                       |        |
| 13 | Japonia          | Budapeszt      | 8 kwietnia 2013   | mecz towarzyski                                   | 2:5                       |        |
| 14 | Litwa            | Donieck        | 14 kwietnia 2013  | mistrzostwa świata (I Dywizja Gr. B)              | 5:0                       |        |
| 15 | Rumunia          | Donieck        | 15 kwietnia 2013  | mistrzostwa świata (I Dywizja Gr. B)              | 6:1                       |        |
| 16 | Holandia         | Donieck        | 17 kwietnia 2013  | mistrzostwa świata (I Dywizja Gr. B)              | 3:1                       |        |
| 17 | Estonia          | Donieck        | 18 kwietnia 2013  | mistrzostwa świata (I Dywizja Gr. B)              | 5:3                       |        |
| 18 | Ukraina          | Donieck        | 20 kwietnia 2013  | mistrzostwa świata (I Dywizja Gr. B)              | 3:4                       |        |
| 19 | Węgry            | Budapeszt      | 8 listopada 2013  | EIHC, turniej międzypaństwowy                     | 1:2 k.                    |        |
| 20 | Ukraina          | Budapeszt      | 9 listopada 2013  | EIHC, turniej międzynarodowy                      | 5:2                       |        |
| 21 | Rumunia          | Budapeszt      | 10 listopada 2013 | EIHC, turniej międzynarodowy                      | 6:0                       |        |
| 22 | Włochy           | Gdańsk         | 6 lutego 2014     | EIHC, turniej międzynarodowy                      | 2:1                       |        |
| 23 | Węgry            | Gdańsk         | 7 lutego 2014     | EIHC, turniej międzynarodowy                      | 1:2                       |        |
| 24 | Białoruś         | Gdańsk         | 8 lutego 2014     | EIHC, turniej międzynarodowy                      | 4:2                       |        |
| 25 | Białoruś         | Tychy          | 11 kwietnia 2014  | mecz towarzyski                                   | 2:1                       |        |
| 26 | Białoruś         | Tychy          | 12 kwietnia 2014  | mecz towarzyski                                   | 2:1 k.                    |        |
| 27 | Rumunia          | Wilno          | 20 kwietnia 2014  | mistrzostwa świata (I Dywizja Gr. B)              | 7:0                       |        |
| 28 | Litwa            | Wilno          | 21 kwietnia 2014  | mistrzostwa świata (I Dywizja Gr. B)              | 3:2                       |        |
| 29 | Holandia         | Wilno          | 20 kwietnia 2014  | mistrzostwa świata (I Dywizja Gr. B)              | 5:1                       |        |
| 30 | Chorwacja        | Wilno          | 24 kwietnia 2014  | mistrzostwa świata (I Dywizja Gr. B)              | 4:1                       |        |
| 31 | Wielka Brytania  | Wilno          | 26 kwietnia 2014  | mistrzostwa świata (I Dywizja Gr. B)              | 2:4                       |        |

## Bilans meczów
|                 | zwycięstwa | porażki |
| ogółem          | 22         | 9       |
| dom             | 6          | 3       |
| wyjazd          | 4          | 4       |
| neutralny teren | 12         | 3       |

|                 | zdobyte | stracone |
| ogółem          | 118     | 57       |
| dom             | 25      | 11       |
| wyjazd          | 25      | 23       |
| neutralny teren | 68      | 18       |